# Paul Melko
Œuvres principales
- Les Murs de l'univers

Paul Melko, né le 22 mai 1968 à Athens en Ohio, est un écrivain américain de science-fiction.

## Œuvres

### SérieJohn Rayburn
1. Les Murs de l'univers, Castelmore, 2011 ((en) The Walls of the Universe, 2009)
2. (en) The Broken Universe, 2012

### Romans indépendants
- (en) Singularity's Ring, 2008Prix Locus du meilleur premier roman 2009 et prix Compton-Crook 2009

### Recueils de nouvelles
- (en) Ten Sigmas & Other Unlikelihoods, 2008